# Биссара

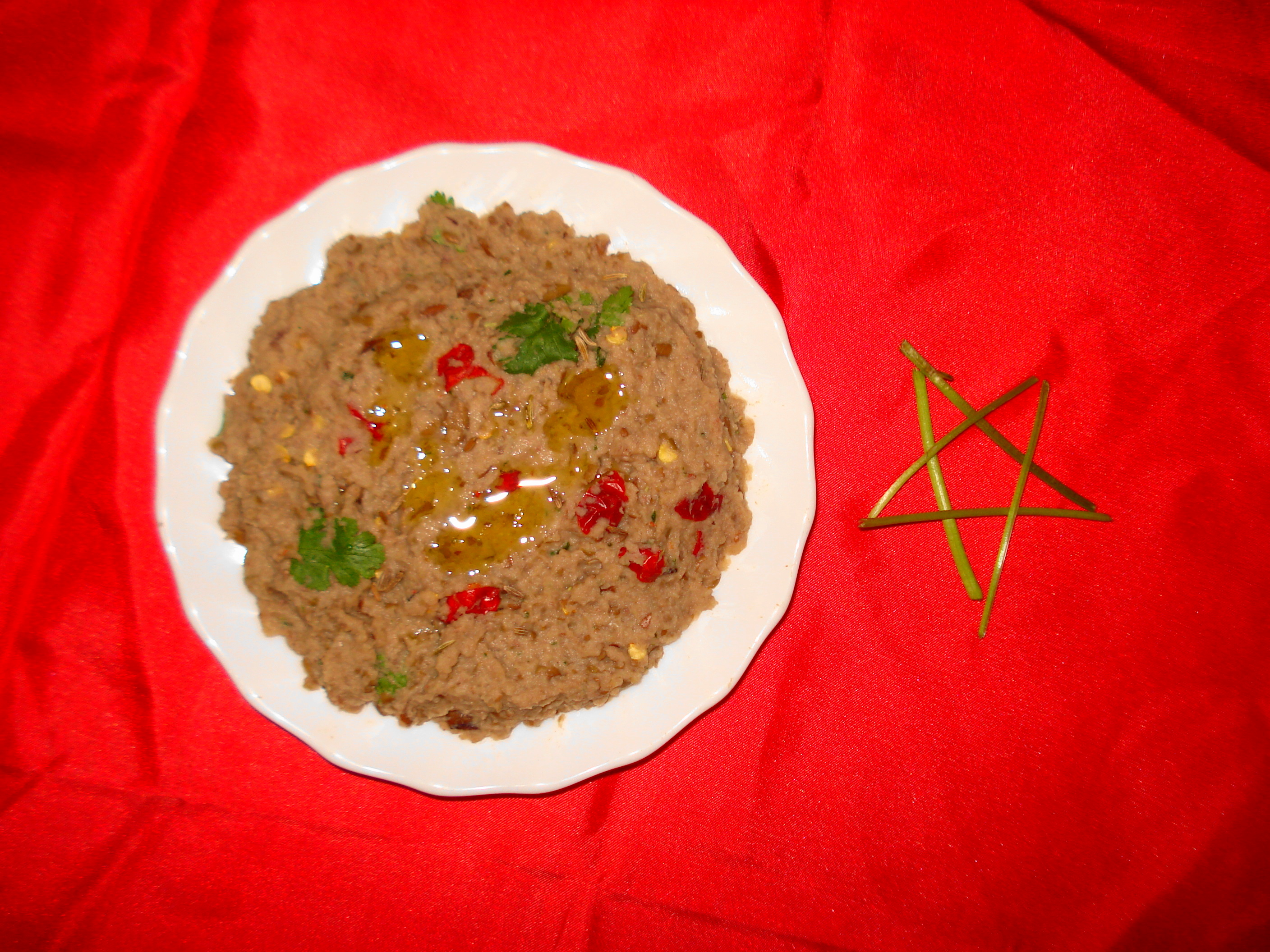
Биссара приготовленная как дип

Биссара, другие варианты — Бессара, Бесара (араб.  بصارة ‎) — суп или соус в кухне североафриканских стран, приготовленный из сушеных протёртых бобов в качестве основного ингредиента. Другие ингредиенты: чеснок, оливковое масло, лимонный сок, острый красный перец, тмин и соль.
Биссара возникла в эпоху египетских фараонов, около 4000 лет назад. Блюдо было известно древним египтянам как «фулея» (fouleya) и готовилось из свежих бобов, а не сушеных. Фулею также называли «бис-оро» (bees-oro, араб. بيصارو), что означает «приготовленные бобы». Этот термин лежит в основе современного названия.
Биссара иногда готовят из фасоли, гороха или нута. В Египте бисара также включает травы или листовую зелень, особенно петрушку, мяту, укроп, шпинат или млухие, хотя последняя чаще добавляется египетскими экспатриантами в Палестине, и её едят с хлебом в качестве соуса для макания. Это, как правило, недорогое блюдо, которое называют блюдом для бедняков. В Марокко даже существует пословица: «Он настолько бедный, что ест только биссара».
Биссара — традиционное блюдо египетской и марокканской кухни. В Египте биссара едят исключительно как соус к хлебу и подают на завтрак, как мезе. Реже — на обед или ужин. Египетская биссара включает травы или листовую зелень, острый перец, лимонный сок и иногда лук. Это традиционное блюдо сельских фермеров, хотя с 2011 года оно стало более популярным в городах Египта, потому что оно более здоровое, чем его городской аналог, Фул медамес. В Марокко бисара обычно подается в неглубоких мисках или суповых тарелках с оливковым маслом, паприкой и тмином. Хлеб иногда макают в блюдо, а иногда добавляют лимонный сок в качестве начинки. В марокканском Марракеше, бисара популярна в холодные месяцы года, её можно найти на городских площадях и на улочках.
Биссара относительно популярна в Палестине, так как напоминает традиционное блюдо, известное в Израиле с ханаанских времён.